# メープルツリー・インベストメンツ
メープルツリー・インベストメンツ (英語: Mapletree Investments Pte Ltd) は、シンガポールの不動産開発会社、不動産投資顧問会社である。略称はメープルツリー（Mapletree）。

## 概要
テマセク・ホールディングスの100%子会社である。2000年12月にPSAコーポレーションから不動産が移管され設立された。
シンガポール証券取引所に上場する以下のREITの運用を行っている。
- Mapletree Logistics Trust（MLT） - シンガポール、香港、日本、中国、オーストラリア、韓国、マレーシア、ベトナムの物流施設に投資
- Mapletree Industrial Trust（MIT） - 2011年4月27日にシンガポールと米国の産業用不動産（データセンターを含む）に投資
- Mapletree Pan Asia Commercial Trust（MPACT) - シンガポールのオフィス・商業施設に投資するMapletree Commercial Trust（MCT）として上場し、2022年8月3日に香港、中国、日本及び韓国の不動産に投資[1]するMapletree North Asia Commercial Trust（MNACT）と合併し名称変更した[2]。

## 日本法人
Mapletree Investments Japan株式会社（メープルツリーインベストメンツジャパン-）は、メープルツリーの日本における現地法人である。

### グループ会社
- Mapletree Management Services Japan株式会社（メープルツリー マネジメントサービス ジャパン-）[5]

## 投資実績
- 難波サウスゲート[6]（エディオンなんば本店） - 2023年（令和5年）10月にエディオンへ540億円で売却[7][8][9]。